# Pas un mot à la reine mère
Pour les articles homonymes, voir Pas un mot.
Pour plus de détails, voir Fiche technique et Distribution.
Pas un mot à la reine mère est un film français réalisé par Maurice Cloche, sorti en 1947.

## Synopsis
Le jeune roi Boris de Neustrie, qui a suivi les siens dans leur exil à Londres, tombe amoureux de la fille d'un riche homme d'affaires américain. Ce dernier, cependant, n'approuvera l'union que si Boris abandonne la royauté pour le monde des affaires.

## Fiche technique
- Titre : Pas un mot à la reine mère
- Réalisation : Maurice Cloche
- Assistant-réalisateur : Claude Boissol
- Scénario : Maurice Cloche et Yves Mirande, d'après la pièce homonyme d'Yves Mirande et Maurice Goudeket
- Dialogues : Yves Mirande et Maurice Griffe
- Photographie : Willy
- Décors : Bertin
- Son : Jean Philippe (ingénieur du son)
- Montage : Yvonne Gary
- Producteur : Edouard Harispuru
- Directeur de production : Georges Midlarski
- Sociétés de production : Compagnie Commerciale Française Cinématographique (CCFC), Eden Productions
- Société de distribution : Compagnie Commerciale Française Cinématographique (CCFC)
- Format :  Noir et blanc - 1,37:1 - 35 mm - Son mono
- Pays d'origine :  France
- Genre : Comédie
- Durée : 90 minutes
- Date de sortie :
- France - 14 mai 1947
- Visa d'exploitation : 4087 (délivré le 10/07/1946)
- Tournage : du 8 avril au 4 mai 1946

## Distribution
- Suzanne Dehelly : la reine mère Catherine de Neustrie
- Pierre Bertin : le duc de Palestrinat
- Daniel Clérice : le roi Boris de Neustrie
- André Brunot : Harry Portman, un riche homme d'affaires américain
- Liliane Bert : Miss Portman, sa fille dont s'est épris Boris
- Maurice Baquet : le reporter
- Pierre Juvenet : Vladimir XIV
- Janine Wansar : La princesse Hélène
- René Wilmet : Climan
- André Marnay : le ministre Plévénic
- Marcel Loche : le directeur de l'hôtel
- Eliane Bertrand : la dactylo
- Marc Lambert : l'officier d'ordonnance
- Janine Duroch : la reine de Carmélie
- Marcel Magnat : le premier opérateur
- Pierre Delbon : le roi Georges
- Hélène Tossy
- Arnaudy
- Denise Provence
- Ulric Guttinger (acteur)
- Rogerys
- Francine Dartois
- Eugène Durand (acteur)

## Autour du film
- Le film a été tourné entièrement sur la scène du théâtre où la pièce avait été jouée